# Corazón latino (Álbum de La Sociedad)
Corazón latino es el cuarto disco de estudio del dúo musical chileno La Sociedad.

## Lista de Canciones
Todas las canciones escritas y compuestas por Pablo Castro y Daniel Guerrero. 
| N.º | Título                 | Duración |  |
| 1.  | «Como»                 | 3:46     |  |
| 2.  | «Quiero»               | 4:41     |  |
| 3.  | «Corazón solitario»    | 3:03     |  |
| 4.  | «Volverá»              | 4:09     |  |
| 5.  | «Dulce amor»           | 3:40     |  |
| 6.  | «Regálame una rosa»    | 3:21     |  |
| 7.  | «Ángel»                | 3:45     |  |
| 8.  | «Una historia de amor» | 3:45     |  |
| 9.  | «Brindo»               | 4:00     |  |
| 10. | «Indecente»            | 3:41     |  |
| 11. | «Junto a la lluvia»    | 3:58     |  |
| 12. | «Oye»                  | 4:02     |  |

## Músicos

### La Sociedad
- Daniel Guerrero: Voz, guitarra y coros
- Pablo Castro: Guitarra, 2°da voz y coros

### Músicos invitados
- Nate Burgos: Teclados, coros y guitarras
- Eddie Montilla: Teclados
- Manny López: Guitarras
- Julio Hernández: Bajo
- Edwin Bonilla y Orlando Hernández: Batería y percusión
- José Lorenzo Morales: Acordeón
- Miami Symphonic Services: Cuerdas y bronces
- Alfredo Oliva: Dirección de orquesta
- Luis Samuel Prieto, Ingrid Rosario, Adrián Posse y Claudio Acosta: Coros